# Plémet
Plémet (chiamato Les Moulins fino al 31 dicembre 2017) è un comune francese di 3 751 abitanti, situato nel dipartimento delle Côtes-d'Armor nella regione della Bretagna.
Il 1° gennaio 2016 il comune si era unito a La Ferrière per costituire il comune di Les Moulins, che dal 1º gennaio 2018 ha riassunto il nome di Plémet.

## Società

### Evoluzione demografica
Abitanti censiti